# Grégoire Defrel
Grégoire André Defrel (ur. 17 czerwca 1991 w Meudon) – francuski piłkarz martynikańskiego pochodzenia występujący na pozycji napastnika. Wychowanek Parmy, w swojej karierze grał także w takich zespołach jak Foggia, Cesena oraz Sassuolo.